# فرنسيسكو كرسبو إي دينيس
فرنسيسكو كرسبو إي دينيس (بالإسبانية: Francisco Crespo y Denis)‏ هو عسكري أرجنتيني، ولد في 1791 في سانتا في في الأرجنتين، وتوفي في 1849 في سان إيسيدرو في الأرجنتين.